# Леонтьев, Максим Николаевич
Максим Николаевич Леонтьев (26 августа (7 сентября) 1871 — 9 июня 1948) — русский генерал-майор Генерального штаба.

## Биография
Происходил из дворян Тамбовской губернии рода Леонтьевых. В службу вступил 1 сентября 1888 года. В 1890 году окончил Пажеский корпус; выпущен подпоручиком в 3-ю гвардейскую и гренадерскую артиллерийскую бригаду. Затем служил в лейб-гвардии 1-й артиллерийской бригаде; поручик  — с 1894 года. В 1896 году окончил Николаевскую академию Генерального штаба. Штабс-капитан гвардии с переименованием в капитаны Генерального штаба. Cлужил на различных должностях в Кавказском военном округе: в 1897 году — обер-офицер для особых поручений, с 1899 года — помощник старшего адъютанта штаба. С 17 декабря 1898 года по 21 декабря 1899 года отбывал цензовое командование ротой в 16-м стрелковом полку. С 1900 года — подполковник, штаб-офицер для особых поручений при командующем Сибирским военным округом. В связи с военными действиями против Китая участвовал в разведывательной экспедиции в Монголию по исследованию Саланского хребта; за успешное выполнение задания был награждён орденом Св. Анны 3-й степени. В мае 1901 года назначен помощником военного атташе в Константинополе, затем — в Румынии (20.10.1901 — 09.01.1905) и Болгарии (09.01.1905 — 19.01.1911). 6 декабря 1905 года за отличие произведён в полковники. Цензовое командование батальоном отбывал с 26 апреля по 26 августа 1907 года в Лейб-гвардии Павловском полку.
В январе 1911 года был назначен командиром 85-го пехотного Выборгского полка. С 8 марта 1913 года — военный агент в Турции. 14 апреля произведён в генерал-майоры. В ноябре 1914 года был назначен исполняющим должность генерал-квартирмейстера Генерального штаба. 3 июля 1916 года назначен командующим 4-й Особой пехотной бригадой Русского экспедиционного корпуса, отправленной во Францию, а затем направленной на Салоникский фронт.
В 1917 году назначен военным агентом в Греции. В начале 1918 года выехал во Францию как представитель Временного правительства. В октябре 1918 года он опубликовал в Париже в виде брошюры «Открытое письмо Императору Вильгельму», в которой обвинил его в том, что тот оказал большевикам денежную помощь и не приложил усилий к тому, чтобы спасти от расстрела русскую царскую семью.
В 1920 году М. Н. Леонтьев был назначен военным агентом и представителем Русской армии генерала Врангеля в Праге, где оставался до 1923 года. В середине 1920-х годов переехал во Францию; поселился на Лазурном берегу, где открыл ресторан в Монте-Карло. В 1936 году уехал на остров Таити, где и умер. На могиле генерала на Таити установлен православный крест: своё российское подданство и верность родине он сохранил до самой смерти.

## Награды
- орден Св. Станислава 3-й ст. (1899);
- орден Св. Анны 3-й ст. (1902);
- орден Св. Станислава 2-й ст. (1908);
- орден Св. Владимира 4-й ст. (20.03.1910);
- орден Св. Владимира 3-й ст. (06.12.1913);
- орден Св. Станислава 1-й ст. (ВП 22.03.1915; с 01.01.1915);
- орден Св. Анны 1-й ст. (ВП 30.07.1915);
- орден Св. Владимира 2-й ст. (ВП 10.04.1915).

## Семья
Дети:
- Сергей (1908 — после 1930), умер в Праге;
- Максим (ок.1910 — ок.1980), служил во французской армии де Голля;
  - Александр Максимович (1948—2009), депутат французского парламента, затем премьер-министр Французской Полинезии (1987—1991);
  - Борис Максимович[фр.] (ок. 1950—2002), политический деятель Полинезии;
    - Элизабет Борисовна;
    - Татьяна Борисовна;

  - Игорь Максимович (ок. 1955 — ?), чемпионом Таити по культуризму, 8-кратный обладатель титула «Мистер Полинезия»;
  - Елизавета Максимовна;
- Варвара (1912—2012).